# Балковский (Калмыкия)
Балковский — посёлок в Городовиковском районе Калмыкии, в составе Лазаревского сельского муниципального образования.
Население — 67 чел. (2012).

## История
Дата основания не установлена. Предположительно основан в середине 20-го века. Впервые как населённый пункт (без названия) отмечен на американской карте СССР карте 1950 года. С названием Балковский посёлок отмечен на топографической карте 1985 года.

## Физико-географическая характеристика
Посёлок расположен на западе Городовиковского района в пределах Ставропольской возвышенности. Рельеф местности равнинный. Средняя высота над уровнем моря — 79 м. Со всех сторон посёлок окружён полями.
По автомобильной дороге расстояние до столицы Калмыкии города Элиста составляет 260 км, до районного центра города Городовиковск — 24 км, до административного центра сельского поселения посёлка Лазаревский — 20 км. Ближайший населённый пункт село Чапаевское расположено в 7 км к северу от посёлка.
Согласно классификации климатов Кёппена-Гейгера посёлок находится в зоне континентального климата с относительно холодной зимой и жарким летом (Dfa). В окрестностях посёлка чернозёмы маломощные малогумусные и темнокаштановые почвы различного гранулометрического состава.
В посёлке, как и на всей территории Калмыкии, действует московское время.

## Население
| 2002 | 2010 | 2012 |
| ---- | ---- | ---- |
| 103  | ↘98  | ↘67  |

Этнический состав
| Национальность | Численность (2010) | Процент |
| -------------- | ------------------ | ------- |
| Русские        | 59                 | 62,8%   |
| Калмыки        | 15                 | 16%     |
| Цыгане         | 12                 | 12,8%   |
| Украинцы       | 8                  | 8,5%    |
| Всего          | 94                 | 100%    |